# Emily Meade
Emily Meade (New York, 10 gennaio 1989) è un'attrice statunitense.

## Biografia

Emily Meade bambina con il conduttore dello Zecchino d'Oro, Cino Tortorella (1997)

Nel 1997, all'età di otto anni, ha interpretato Sottosopra (Up, over, through and under in inglese) allo Zecchino d'Oro, la quale canzone ha vinto lo Zecchino d'Argento per le canzoni estere. Nel 2006 inizia la carriera di attrice debuttando nel film The House Is Burning.

## Filmografia

### Cinema
- The House Is Burning, regia di Holger Ernst (2006)
- The Assassination - Al centro del complotto (Assassination of a High School President), regia di Brett Simon (2008)
- Twelve, regia di Joel Schumacher (2010)
- Burning Palms, regia di Christopher Landon (2010)
- My Soul to Take - Il cacciatore di anime (My Soul to Take), regia di Wes Craven (2010)
- Silver Tongues, regia di Simon Arthur (2011)
- Young Adult, regia di Jason Reitman (2011)
- Trespass, regia di Joel Schumacher (2011)
- Sleepwalk with Me, regia di Mike Birbiglia e Seth Barrish (2012)
- Tentazioni (ir)resistibili (Thanks for Sharing), regia di Stuart Blumberg (2012)
- Adventures in the Sin Bin, regia di Billy Federighi (2012)
- Non lasciarmi sola (Gimme Shelter), regia di Ron Krauss (2013)
- Quel momento imbarazzante (That Awkward Moment), regia di Tom Gormican (2014)
- Money Monster - L'altra faccia del denaro (Money Monster), regia di Jodie Foster (2016)
- Nerve, regia di Henry Joost e Ariel Schulman (2016)
- La verità negata (Trial by Fire), regia di Edward Zwick (2018)

### Televisione
- Law & Order - I due volti della giustizia (Law & Order) – serie TV, episodio 20x13 (2010)
- Boardwalk Empire - L'impero del crimine (Boardwalk Empire) – serie TV, episodi 1x04-1x05(2010)
- Law & Order - Unità vittime speciali (Law & Order: Special Victims Unit) – serie TV, episodi 9x11-12x18 (2008-2011)
- Fringe – serie TV, episodio 3x22 (2011)
- The Leftovers - Svaniti nel nulla (The Leftovers) – serie TV, 10 episodi (2014)
- The Deuce - La via del porno (The Deuce) – serie TV, 25 episodi (2017-2019)
- Inseparabili (Dead Ringers) – miniserie TV, 5 puntate (2023)
- The Penguin, regia di Craig Zobel, Helen Shaver, Kevin Bray e Jennifer Getzinger – miniserie TV, puntate 7-8 (2024)

## Doppiatrici italiane
Nelle versioni in italiano delle opere in cui ha recitato, Emily Meade è stata doppiata da:
- Valentina Perrella in Tentazioni (ir)resistibili, Non lasciarmi sola
- Gaia Bolognesi in The Leftovers - Svaniti nel nulla, Money Monster - L'altra faccia del denaro
- Laura Latini in Boardwalk Empire - L'impero del crimine
- Erica Necci in Fringe
- Letizia Ciampa in Nerve
- Gemma Donati in The Deuce - La via del porno
- Emanuela Damasio in The Penguin